# Syro-Malabar-Katholieke Kerk

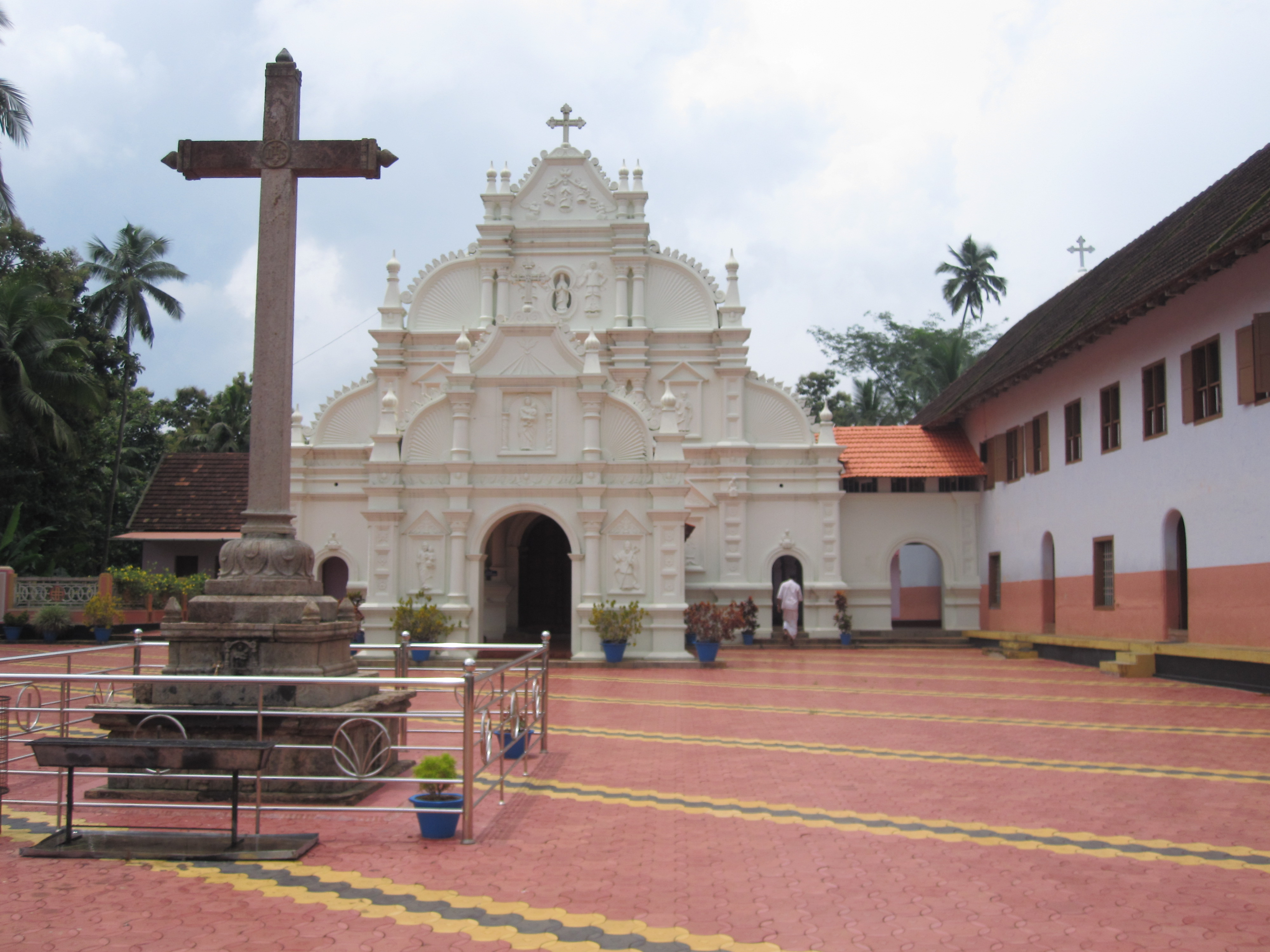
De Syro-Malabar Marth Mariam Kerk in Arakuzha

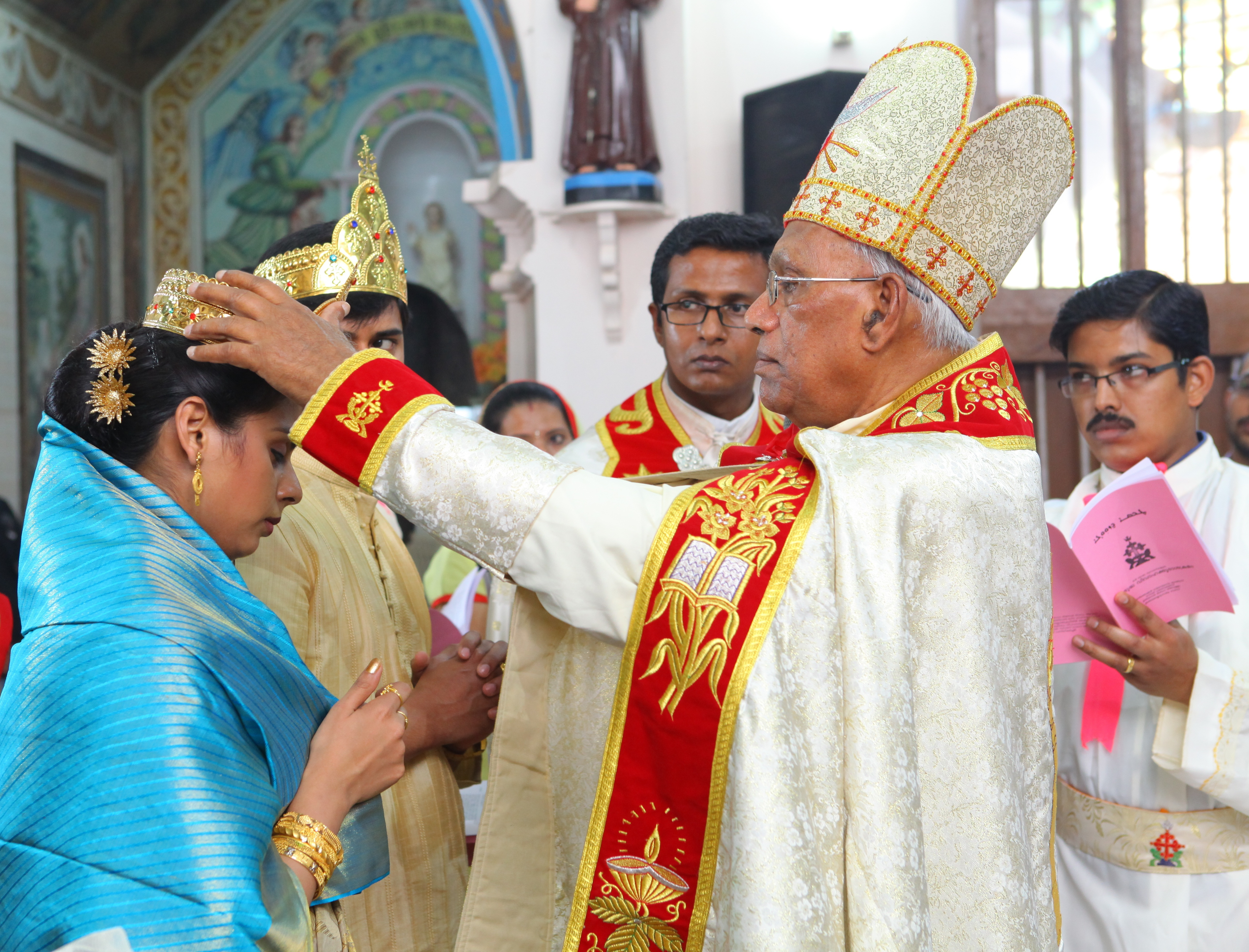
Huwelijksceremonie

Ontstaansgeschiedenis van de Thomaskerken

De Syro-Malabar-Katholieke Kerk (Malayalam: സീറോ മലബാര്‍ കത്തോലിക്കാ സഭ (Siṟēā Malabār Sabha); Syrisch: ܥܹܕܬܵܐ ܕܡܲܠܲܒܵܪ ܣܘܼܪܝܵܝܵܐ (Edtha d'Malabar Suryaya); Latijn: Ecclesia Syrorum-Malabarensium) is een van de grootste oosters-katholieke kerken sui iuris. Ze heeft historische banden met de Chaldeeuws-Katholieke Kerk en met de Kerk van Rome. De gelovigen wonen in India, vooral in de Zuid-Indiase deelstaat Kerala.
Deze kerk stamt af van de Thomaschristenen en gebruikt de Oost-Syrische ritus. Ze volgt de gregoriaanse kalender.

## Ontstaansgeschiedenis
De Thomaschristenen ondergingen tijdens de Portugese kolonisatie in de zestiende eeuw Latijnse invloeden. In 1599 vonden de Syro-Malabaren aansluiting bij de Rooms-Katholieke Kerk tijdens de Synode van Diamper onder voorzitterschap van Aleixo de Menezes, de Portugese aartsbisschop van Goa. Er werden van toen af Portugese bisschoppen benoemd en er werden veranderingen aangebracht aan de canons en de liturgie om deze meer in overeenstemming te brengen met die van de Latijnse Kerk.
Hiertegen kwam in 1653 protest en sloot een deel van de Kerk van Malabar zich aan bij het Westsyrisch patriarchaat van Antiochië. Ze werd de Malankaarse Syrisch-Orthodoxe Kerk.
Missionering door karmelieten, gezonden door paus Alexander VII, kon een deel van de Malabaren bij de Latijnse Kerk van Rome houden. Tot 1898 was de bisschop een karmeliet. Vanaf 1923 kwam er een zelfstandige hiërarchie en sindsdien wordt de bisschopsfunctie uitgeoefend door priesters uit de inheemse bevolking. Vanaf dan spreekt men van de Syro-Malabar-Katholieke Kerk.
In 1962 is de liturgie van de pre-Diamperperiode hersteld, weliswaar met enkele aanpassingen. De kerk volgt de Chaldeeuwse ritus, die in het Oudsyrisch wordt gevierd. Sinds 1962 wordt de liturgie van Addai en Mari ook in het Malayalam gevierd, de moedertaal van de inwoners van Kerala.
Het apostolisch vicariaat van Ernakulam werd ingesteld in 1896. In 1923 werd dit vicariaat omgezet in een aartsbisdom; de aartsbisschop werd tevens metropoliet. Omzetting in het grootaartsbisdom Ernakulam–Angamaly vond plaats in 1992.

## Huidige situatie
De Syro-Malabar-katholieke kerk telde in 2007 5318 priesters en 3,9 miljoen gelovigen.
Grootaartsbisschop Raphael Thattil is sinds 9 januari 2024 hoofd van deze kerk.
Deze kerk is geografisch onderverdeeld in 26 bisdommen. De Heilige Stoel beschouwt echter slechts 15 hiervan als behorende tot de jurisdictie van de aartsbisschop van de Syro-Malabar-katholieke kerk: Belthangady, Changanacherry, Ernakulam-Angamaly, Irinjalakuda, Kanjirapally, Kothamangalam, Idukki, Kottyam, Mananthavady, Palai, Palghat, Tellicherry, Thamarassery, Thuckalay en Trichur.
De kerk telt tevens bisdommen in Australië (Sint Thomas de apostel te Melbourne), het Verenigd Koninkrijk (Preston) en de Verenigde Staten (Sint Thomas de apostel te Chicago), en een apostolisch exarchaat in Canada.